# El Rodeo, Jalpa
El Rodeo är en ort i Mexiko.   Den ligger i kommunen Jalpa och delstaten Zacatecas, i den centrala delen av landet, 500 km nordväst om huvudstaden Mexico City. El Rodeo ligger 1 510 meter över havet och antalet invånare är 248.
Terrängen runt El Rodeo är varierad. Runt El Rodeo är det ganska glesbefolkat, med 22 invånare per kvadratkilometer. Närmaste större samhälle är Jalpa, 13,8 km sydväst om El Rodeo. I omgivningarna runt El Rodeo växer huvudsakligen savannskog.